# إدخال محارف الترميز الموحد

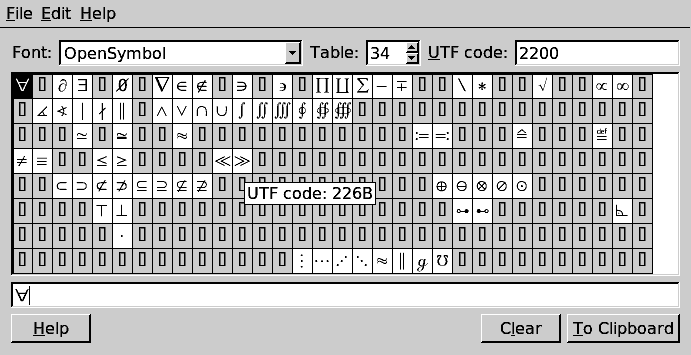

إدخال محارف الترميز الموحد هو إدخال محرف محدد من محارف الترميز الموحد في الحاسوب بواسطة المستخدم، ويتمذلك باحدى الطرق الثلاث التالية :

عن طريق بريمج صغير يساعد المستخدم على اختيار الحرف المطلوب أو عن طريق اللصق لحرف سبق نسخه إلى ذاكرة الحاسب الآلي أو من خلال لوحة المفاتيح

## أمثلة على إدخال بعض الرموز
- جملة " ﷺ " والتي تلي اسم النبي محمد ﷺ : وتتم من خلال كتابة FDFA ثم النقر على الزر Alt مع الحرف x داخل محرر مايكروسوفت وورد